# Scissurellidae
Scissurellidae (лат.) — семейство морских брюхоногих моллюсков отряда Lepetellida. Мельчайшие моллюски из клады Vetigastropoda (согласно таксономии брюхоногих Bouchet & Rocroi, 2005). Размер раковины этих улиток у взрослых особей варьирует от менее 6 мм до менее 1 мм. Встречаются во всех океанах, от приливной зоны до абиссальных глубин, в том числе вокруг гидротермальных жерл.

## Роды
В семейство входят следующие роды:
- Coronadoa Bartsch, 1915
- Incisura Hedley, 1904
- Satondella Bandel, 1998
- Scissurella d'Orbigny, 1824
- Sinezona Finlay, 1927
- Sukashitrochus Habe & Kosuge, 1964
- Triassurella A. Nützel and D. L. Geiger. 2006[6]